# Spatzenberg

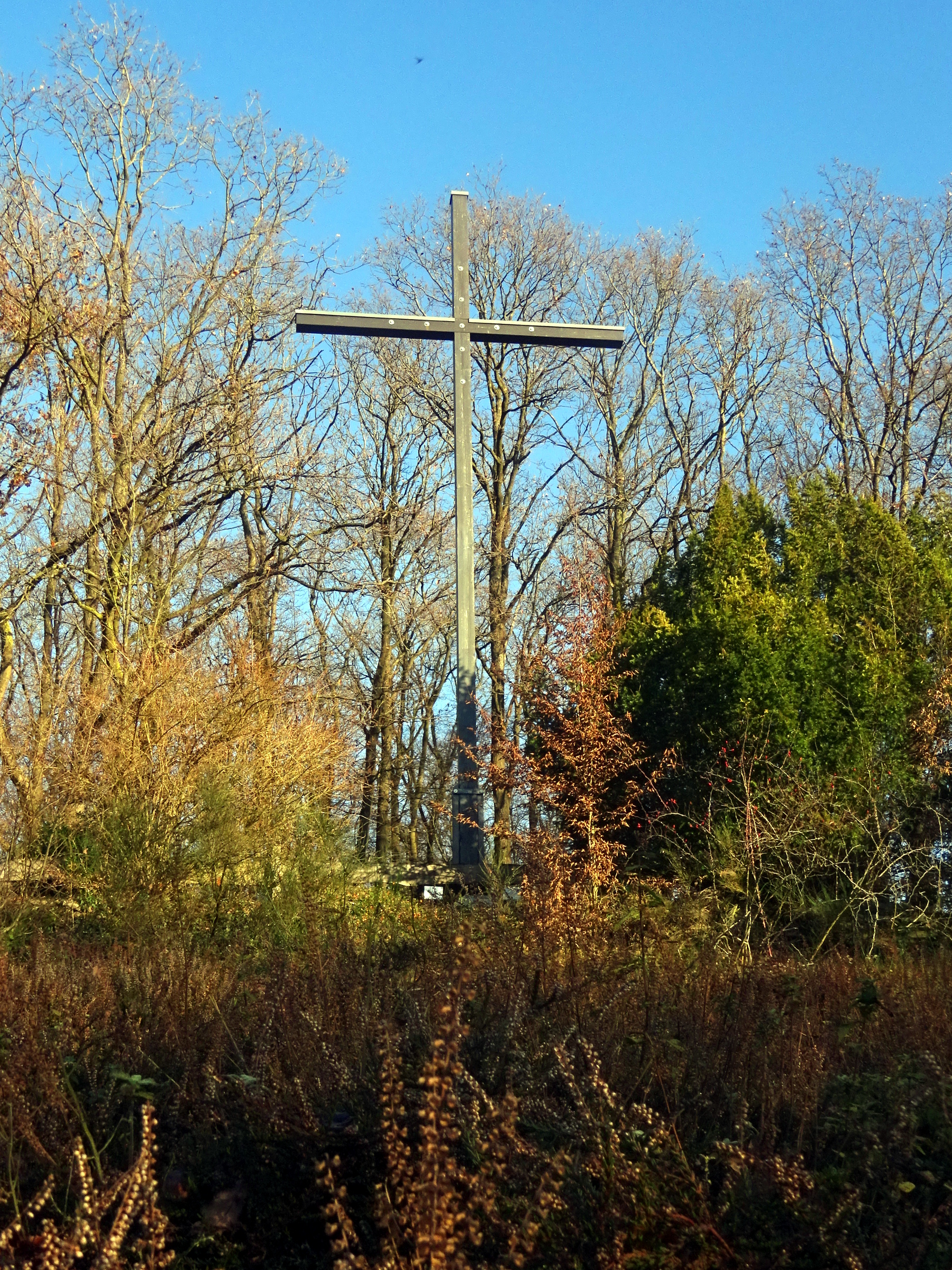
Mahnkreuz gegen den Krieg auf dem Löhner Spatzenberg

Der Spatzenberg ist ein Berg südwestlich von Löhne und ein Naherholungsgebiet, das Lebensraum für einige bedrohte Tierarten bietet. Die Erhebung wird heute auch häufig Löhner Berg genannt.

## Lage
Der Spatzenberg liegt südwestlich von Löhne und grenzt östlich an die Werre. Der aus Mergelgestein bestehende Berg ist 96 Meter hoch und auf seiner Spitze befindet sich ein Mahnkreuz, das 1954 errichtet wurde. Unterhalb des Kreuzes befindet sich ein kleiner Steinbruch bzw. eine Mergelkuhle, von der zur Befestigung von landwirtschaftlichen Wegen früher Mergel entnommen wurde. Am nördlichen Rand befindet sich eine Einrichtung für Menschen mit frühkindlichem Autismus.

## Mahnkreuz
Das Mahnkreuz wurde 1954 vom Verband der Heimkehrer errichtet, um an Deutsche Kriegsgefangene und Verschollene zu erinnern. Das Kreuz ist seit dem 26. April 1994 als Baudenkmal registriert. Im Jahre 2006 wurde es durch ein neues ersetzt, da das alte schadhaft war.

## Vegetation
Früher wurden große Teile des Spatzenberges landwirtschaftlich genutzt. Erst ab 1969 wurde der Spatzenberg allmählich aufgeforstet. Der Mergel-Steinbruch und die kleine Heidefläche sind Lebensraum für wärmeliebende Tierarten wie dem Kleinen Feuerfalter und dem Nachtigallgrashüpfer.
Dazu bietet der Berg Lebensraum für bedrohte Arten wie dem Kleinen Heidegrashüpfer und der Zauneidechse. Im Jahre 2020 mussten 400 Bergahornbäume gefällt werden, da sie von Rußrindenpilz befallen waren.

## Veranstaltungen
Der Spatzenberg Lauf findet seit 2016, organisiert vom Tura Löhne, jährlich statt.
Zum Antikriegstag wird am Mahnkreuz regelmäßig eine Kundgebung von einigen Fraktionen des Löhner Stadtrates und Gewerkschaften organisiert.